# Expéditions allemandes à Tourfan
|                                                                                          |  |  |
| Les meneurs des expéditions Albert Grünwedel (à gauche) et Albert von Le Coq (à droite). |  |  |

Les expéditions allemandes à Tourfan, au Xinjiang, en Chine, ont été menées entre 1902 et 1914. Elles ont débuté par Albert Grünwedel, ancien directeur au Musée ethnologique de Berlin, et été organisées par Albert von Le Coq. Theodor Bartus, qui était membre du personnel du musée et chargé de détacher des parois des grottes et des ruines les peintures trouvées lors des expéditions, était présent lors des quatre expéditions. Les deux chefs d'expédition, Grünwedel et Le Coq, sont retournés à Berlin avec des milliers de peintures et autres objets d'art, ainsi que plus de 40 000 fragments de texte. En 1902, la première équipe de recherche, en grande partie financée par Friedrich Krupp, le fabricant d'armes, est partie pour Tourfan et est revenue un an plus tard avec 46 caisses pleines de trésors. Guillaume II, à l'époque empereur de l'Allemagne, était enthousiaste et a aidé à financer la deuxième expédition avec Krupp. La troisième a été financée par le ministère de la Culture. La quatrième expédition, sous la direction de Le Coq, a été marquée par de nombreuses difficultés et a finalement été coupée court par le déclenchement de la Première Guerre mondiale en 1914.
Plusieurs découvertes importantes ont été faites, en particulier pendant la deuxième expédition, à un certain nombre de sites le long de l'ancienne route du nord, autour du désert Taklamakan. On y a découvert des documents importants, des œuvres d'art (dont une fresque de Manès, le fondateur du manichéisme), les restes d'une église nestorienne (chrétienne), près de l'ancienne Khocho (Qara-khoja ou Gaochang) et les ruines d'une antique ville, construite avec briques de boue, à 30 kilomètres  à l'est de Tourfan.

## Géographie
Tourfan est le site archéologique où les expéditions ont été montées par les Allemands, pour explorer et recueillir de précieux objets d'art et des textes écrits dans de nombreuses langues et écritures. Il a une superficie de 170 kilomètres carrés, se situe à 153 mètres (505 pieds) en dessous du niveau de la mer et est au nord de la Route de la soie.

## Historique
| |  |  |
| Carte de la localisation de Tourfan (à gauche) et carte de la zone de l'ancienne cité de Jiaohe (à droite). |  |  |

L'attention internationale a été attirée pour la première fois sur Tourfan par Sven Hedin (1865-1952), aux archéologues européens et japonais, comme un potentiel et prometteur site en Asie centrale pour des recherches sur le terrain dans le but de faire des découvertes archéologiques. Après sa première suggestion aux archéologues sur les richesses archéologiques du site de Tourfan, de nombreuses expéditions russes furent montées du 27 septembre au 21 novembre 1879, jusqu'à 1914-1915, mais aussi des expéditions finlandaises de 1906 à 1908, japonaises entre juillet 1908 et juin 1914, et aussi par d'autres explorateurs de la Grande-Bretagne, de la France et d'Amérique ; et à partir de 1928, des campagnes archéologiques chinoises ont continué le travail des expéditions étrangères. Les expéditions allemandes d'entre 1902 et 1914 à Tourfan ont été les plus fructueuses. Vers la fin du XIXe siècle, les Allemands ont été impressionnés par les découvertes et trouvailles signalées par les Européens qui voyageaient sur les Routes de la Soie et par l'exposition faite au douzième Congrès international des Orientalistes à Rome en 1899, ce qui les a poussés à lancer leurs propres expéditions dans la région. Les trouvailles des quatre expéditions (emballées et transportées vers l'Allemagne initialement) étaient des peintures murales, d'autres artéfacts et environ 40 000 morceaux de textes. Les quatre expéditions allemandes couvraient Tourfan, mais aussi d'autres sites comme Kucha, Karachahr et Tumshuq (en). 

### Première expédition (1902-1903)
La première expédition, qui dura de novembre 1902 à mars 1903, fut menée par Grünwedel, avec Georg Huth et Theodor Bartus (en). 36 000 marks ont été amassés pour financer l'expédition. Cette somme a été fournie par le Königliche Museum für Völkerkunde de Berlin, le bienfaiteur des musées de Berlin Henri James Simon, la famille Krupp, le gouvernement prussien et un « Ethnologisches Hilfskomitee ».

### Deuxième expédition
Impressionné par les réalisations sensationnelles de la première expédition, l'empereur Guillaume II fit un don de 32 000 marks de sa bourse privée, assorti de 10 ooo marks fournis par d'autres donateurs.

## Galerie

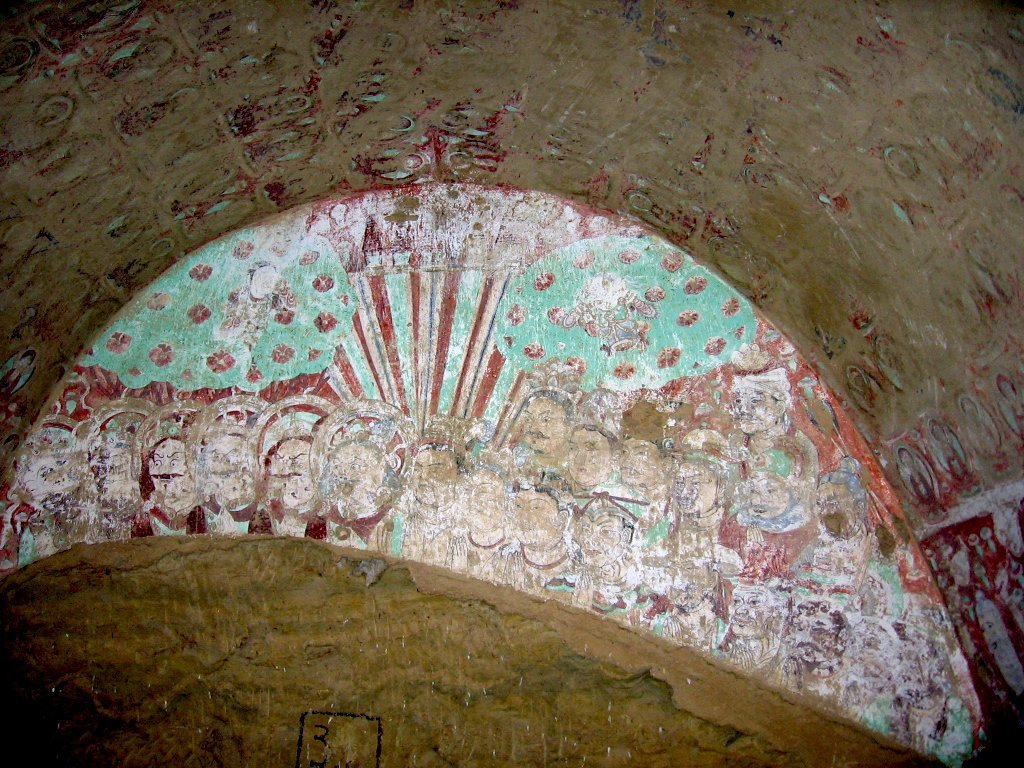
Turfan Bouddhas
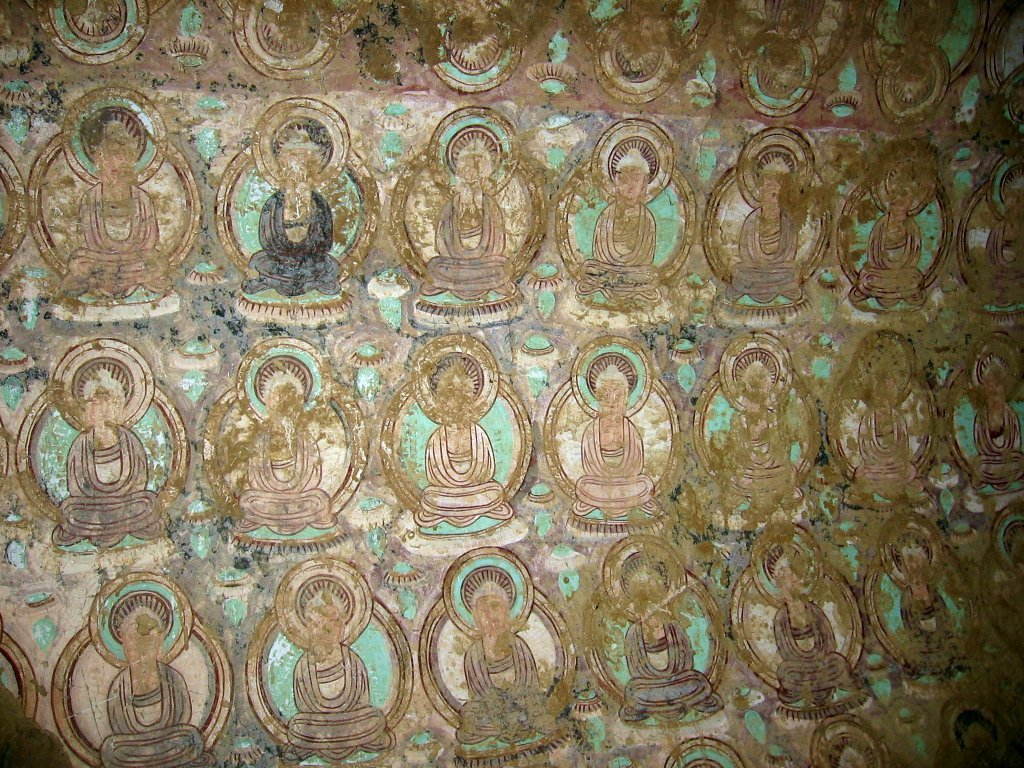
Image de bouddhas de Tourpan
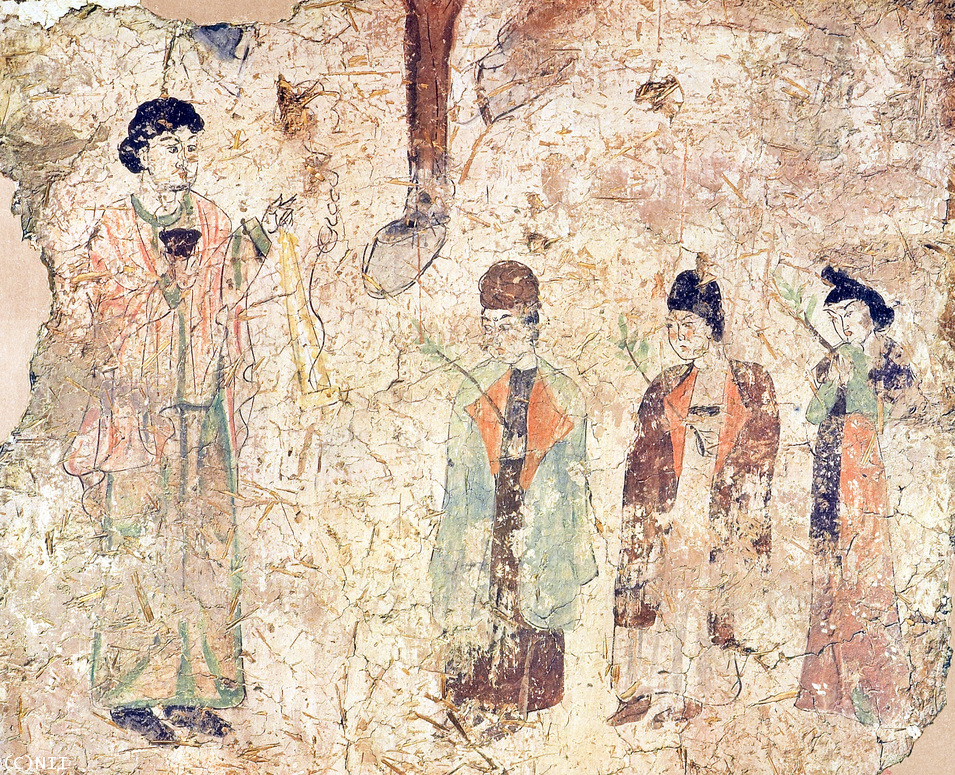
Dimanche des Rameaux, peinture murale de l’église nestorienne à Qocho
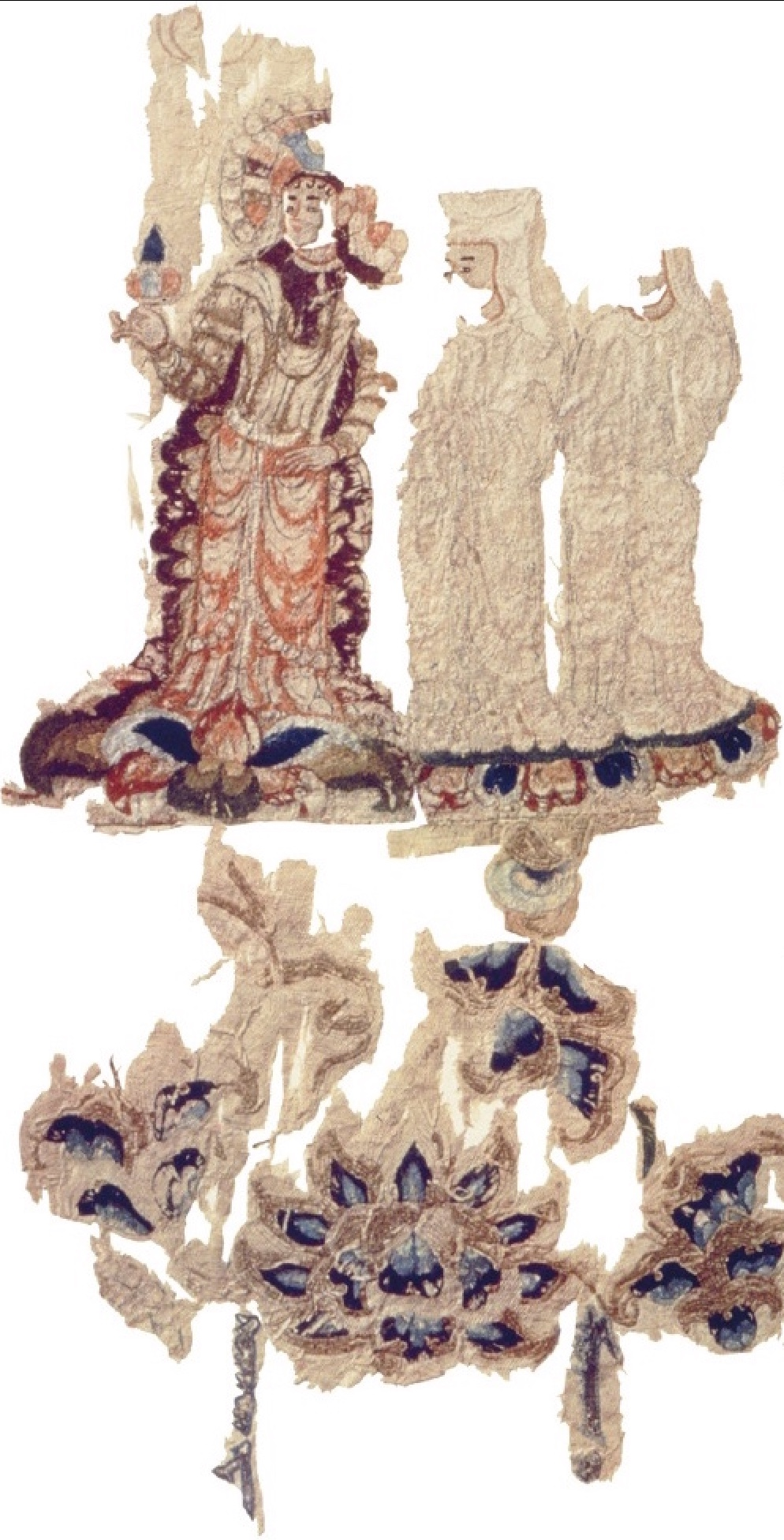
Fragment du rouleau suspendu manichéen «MIK III 6251»
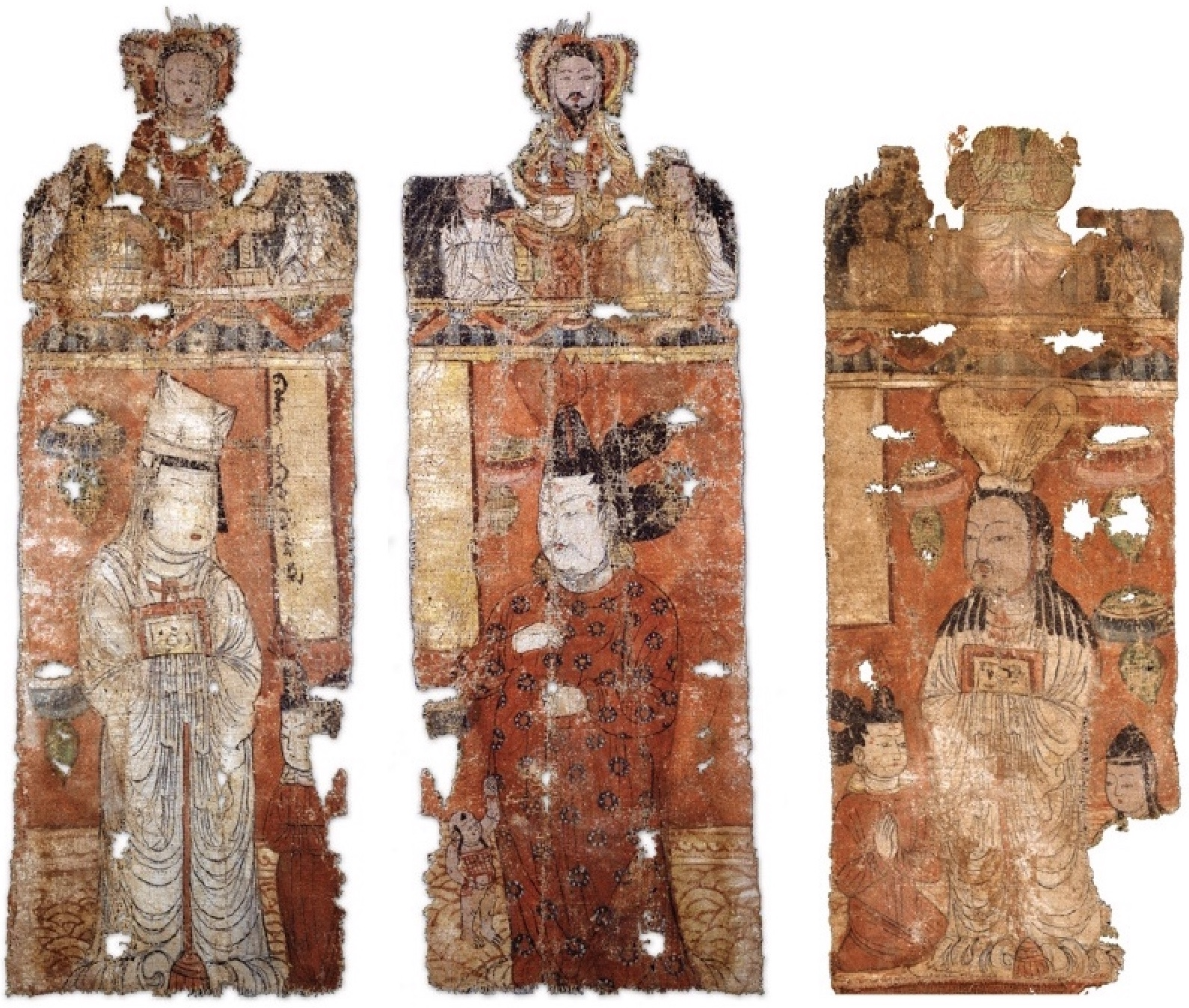
Les bannières manichéennes «MIK III 6286» et «MIK III 6283»
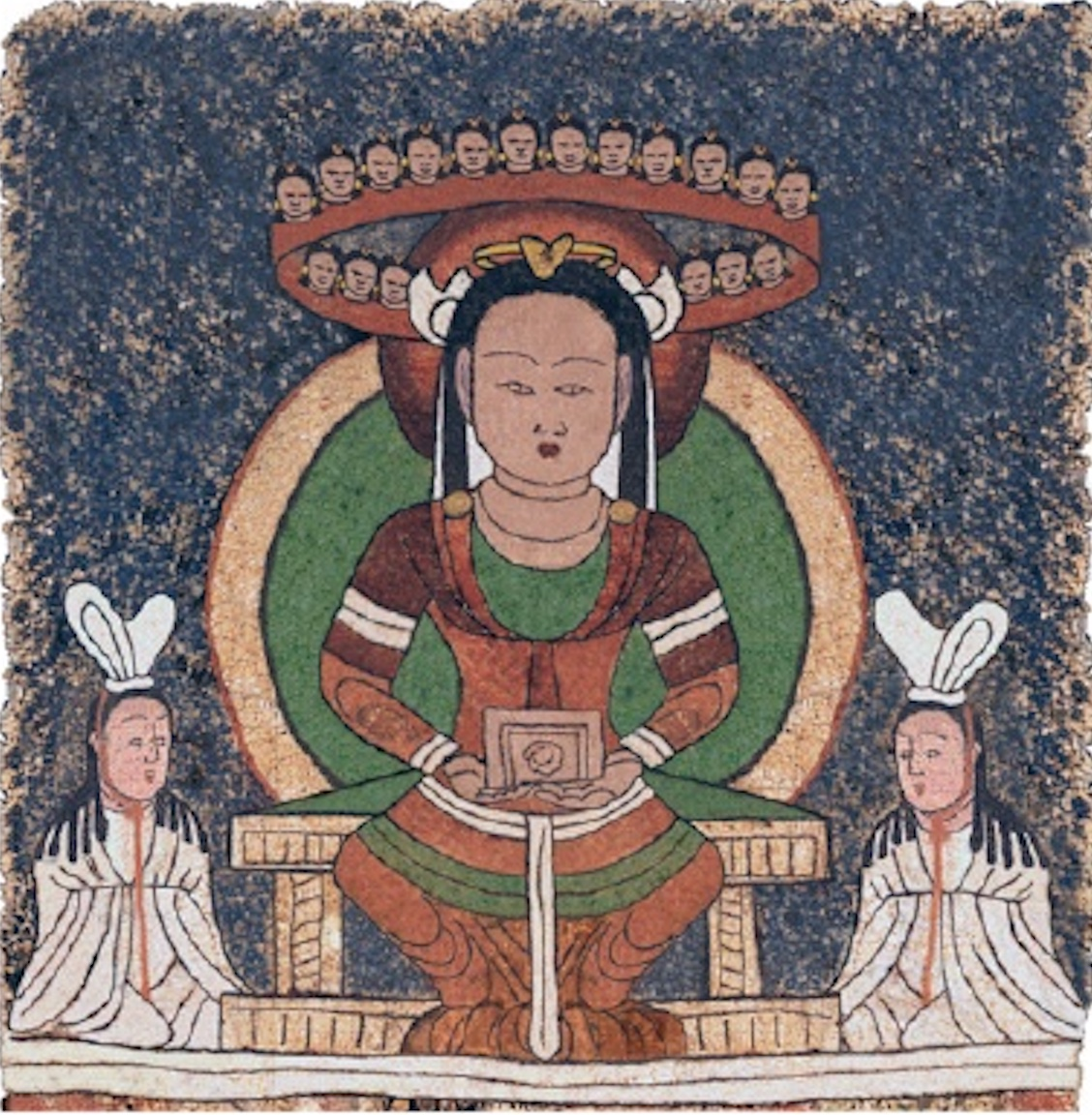
La reconstruction de l’image de la Vierge de Lumière sur la bannière manichéenne «MIK III 6286»
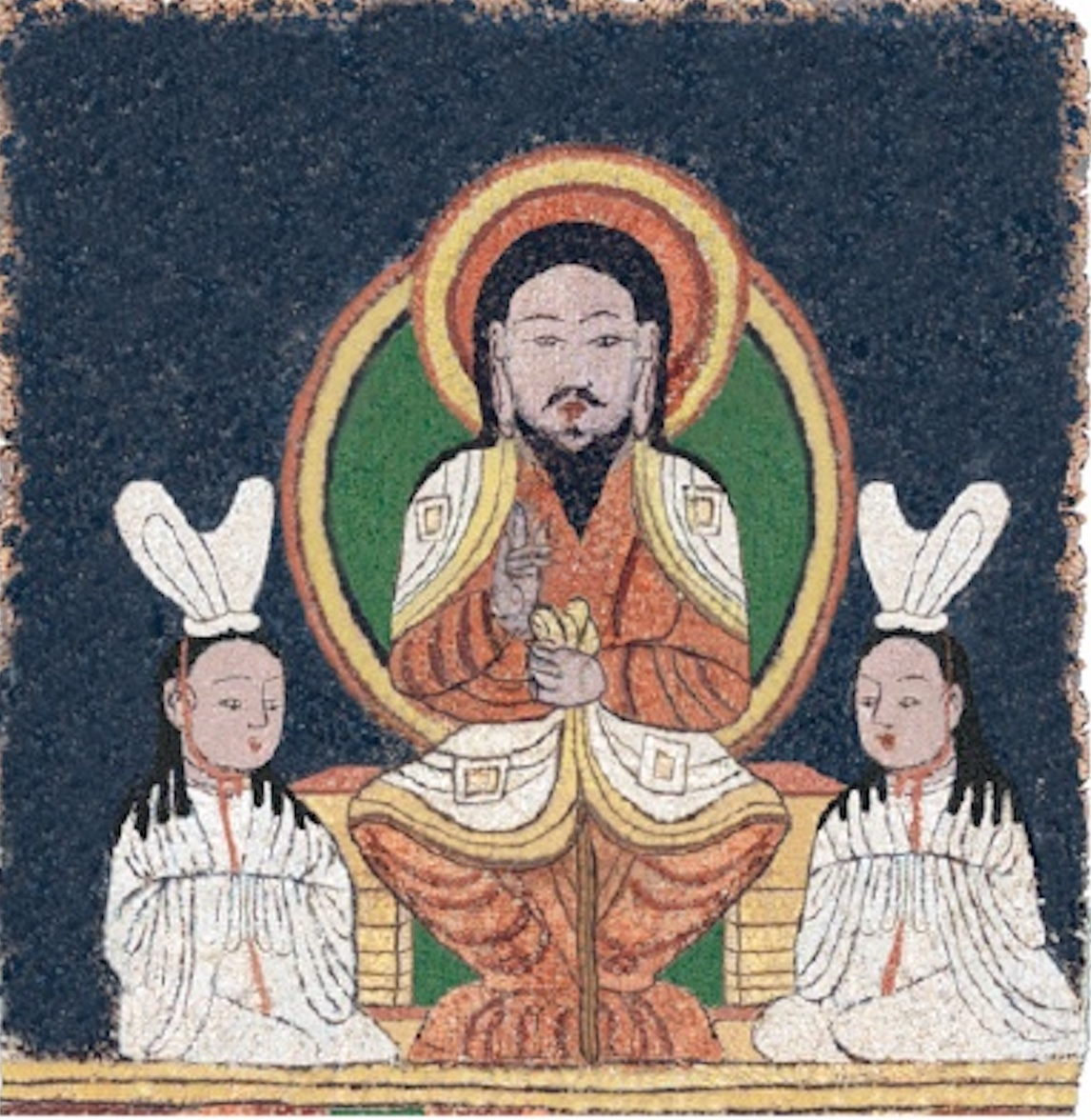
La reconstruction de l’image de Jésus sur la bannière manichéenne «MIK III 6286»
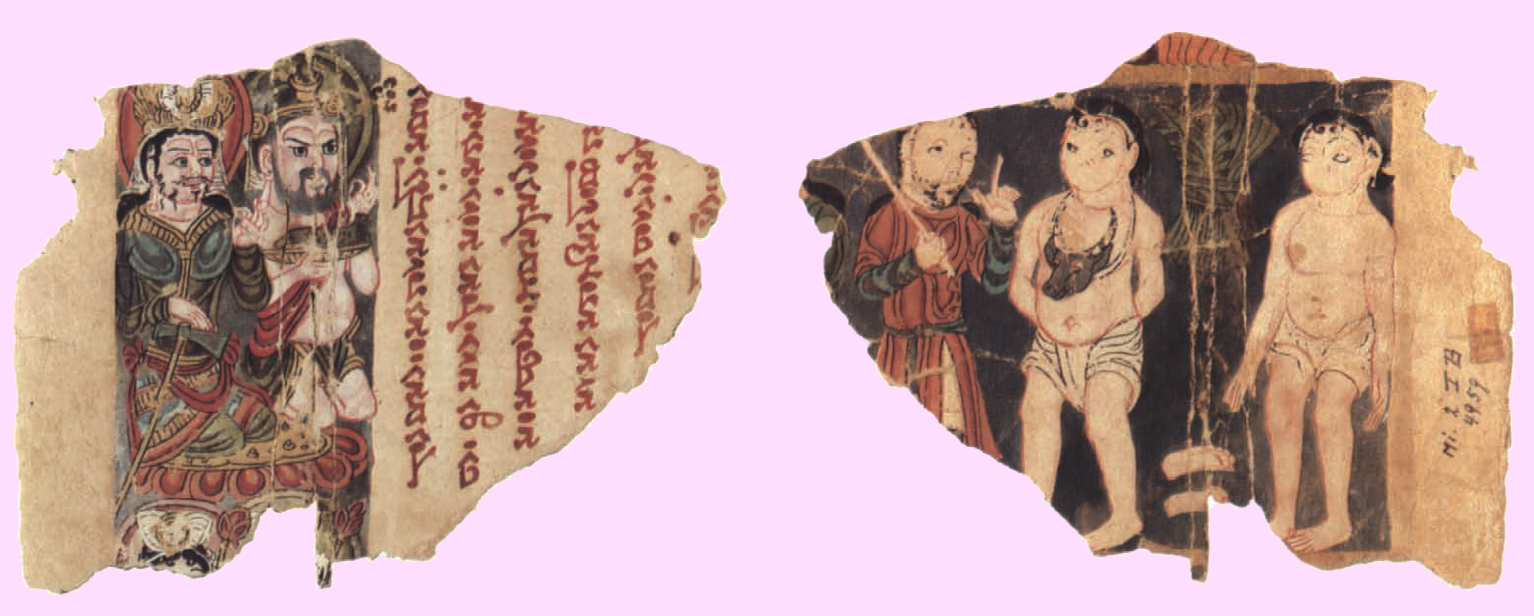
La feuille d’un livre manichéen «MIK III 4959»
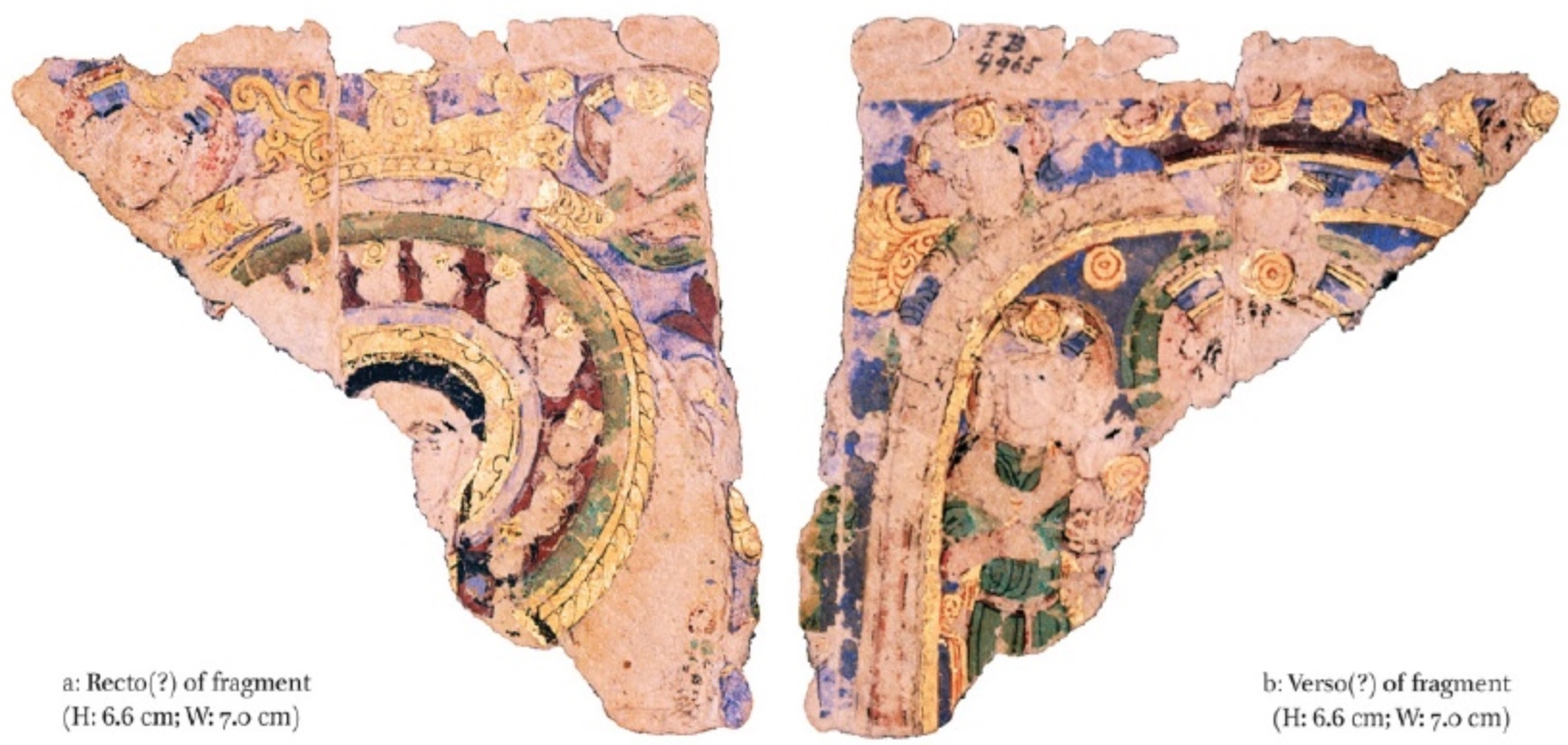
La feuille d’un livre manichéen «MIK III 4965»
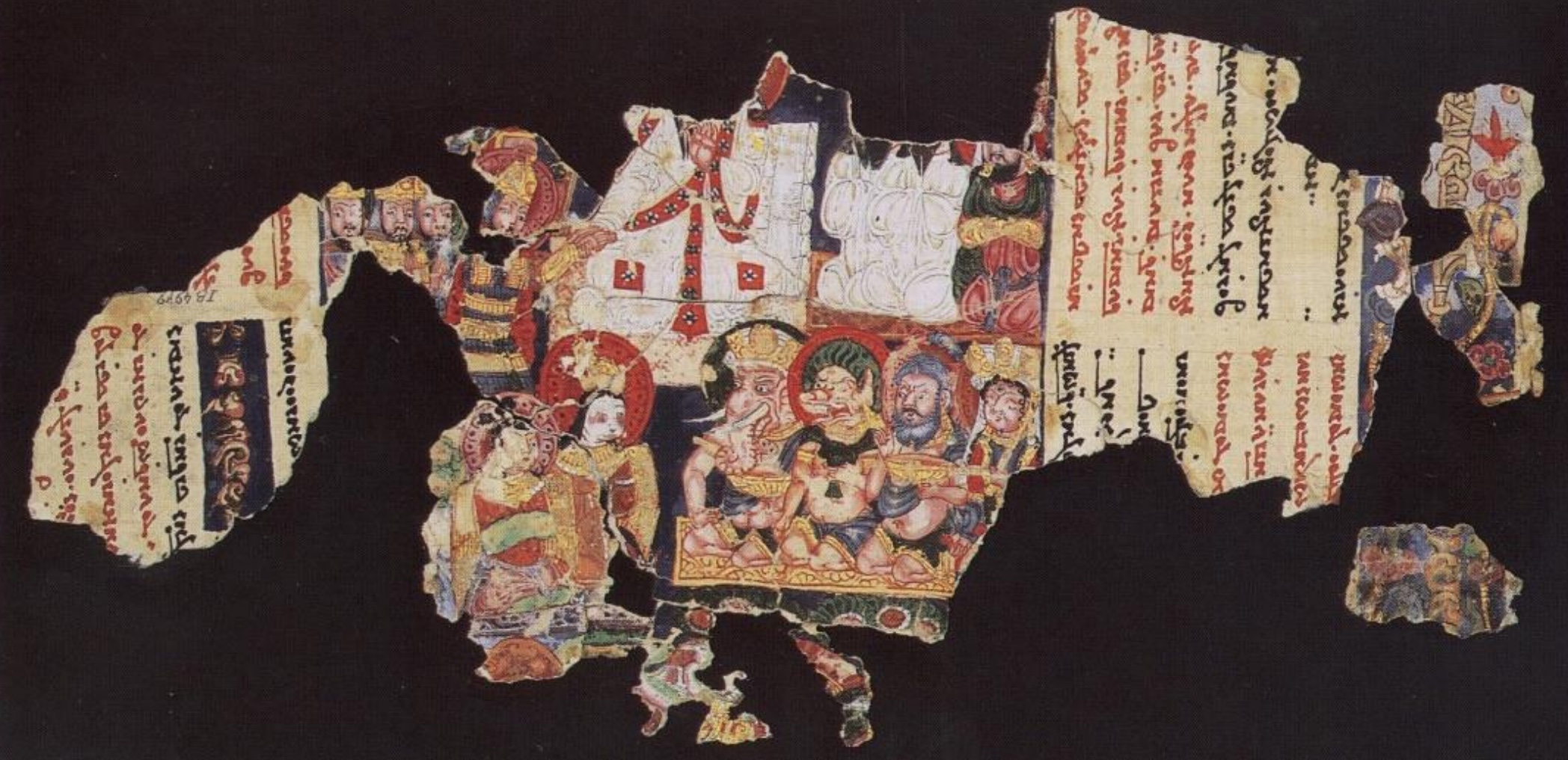
La feuille d’un livre manichéen «MIK III 4979» recto
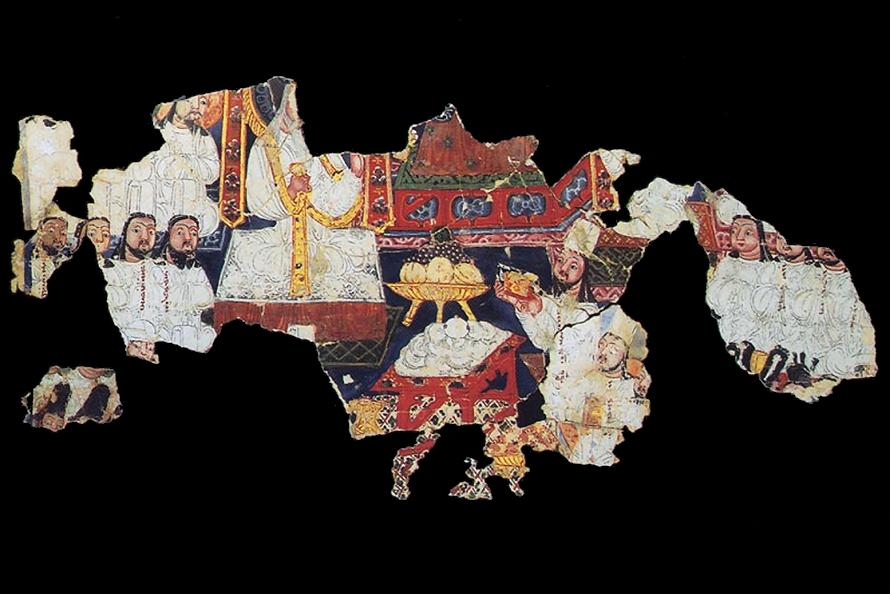
La feuille d’un livre manichéen «MIK III 4979» verso
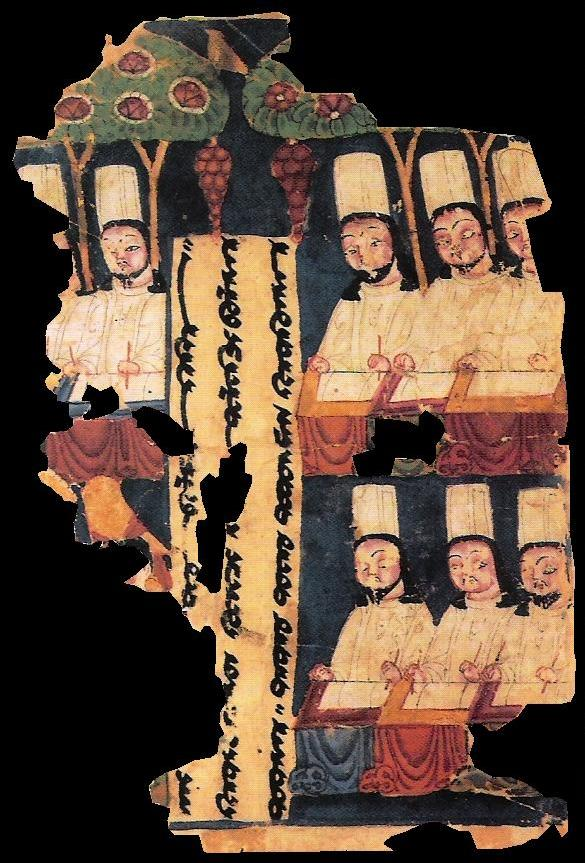
La feuille d’un livre manichéen «MIK III 6368» recto
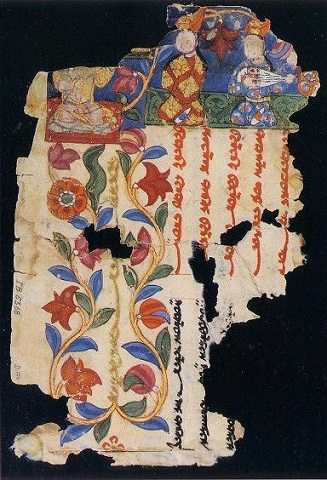
La feuille d’un livre manichéen «MIK III 6368» verso
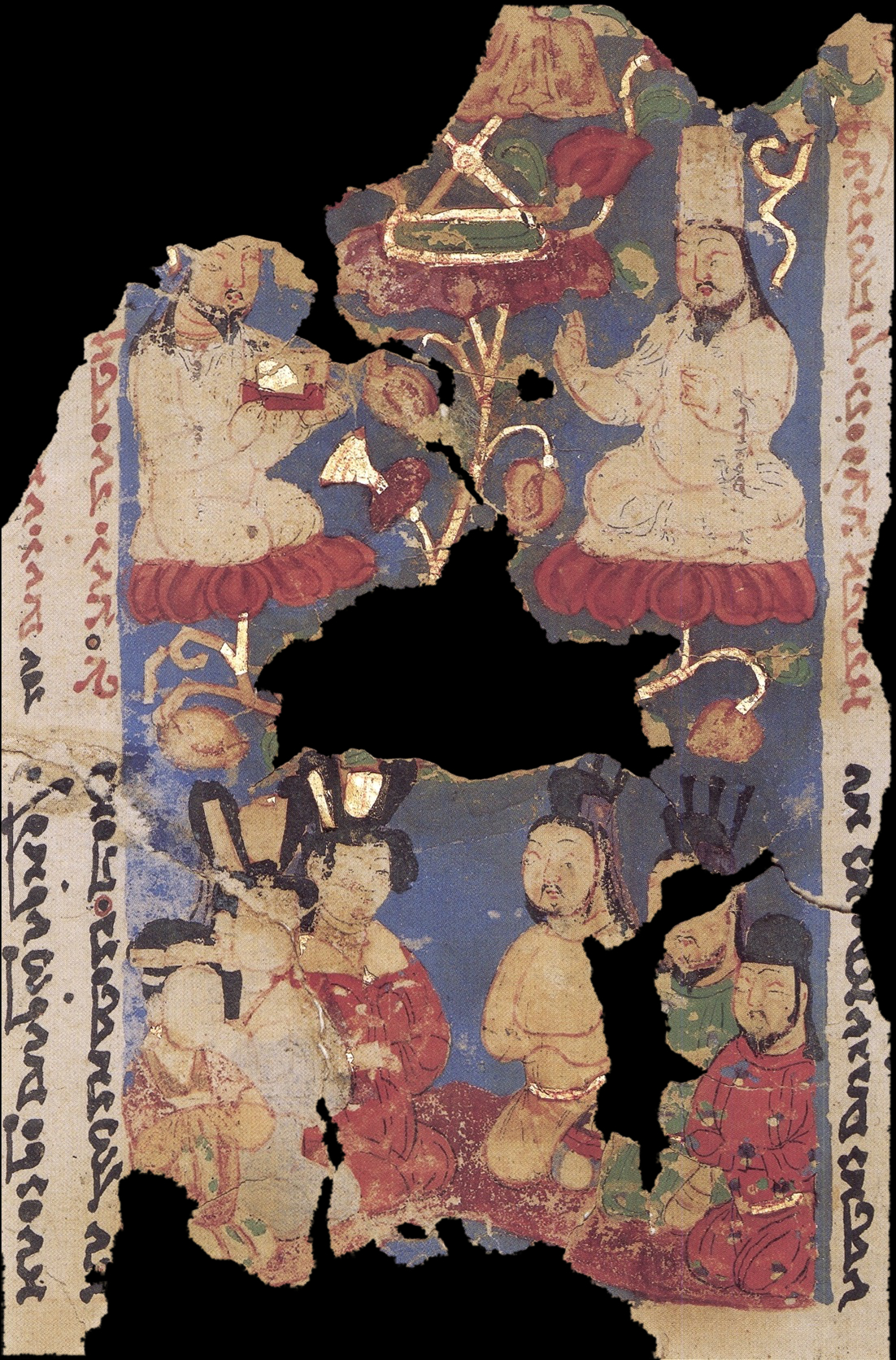
La feuille d’un livre manichéen «MIK III 8259» folio 1 recto
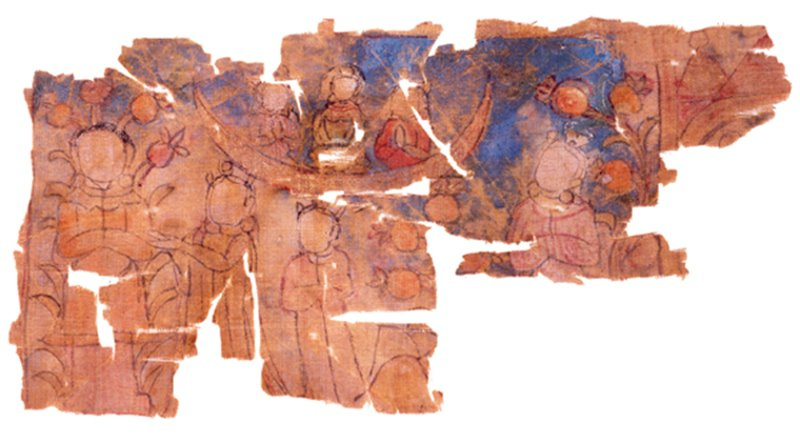
Fragment du textile manichéen «MIK III 6278»
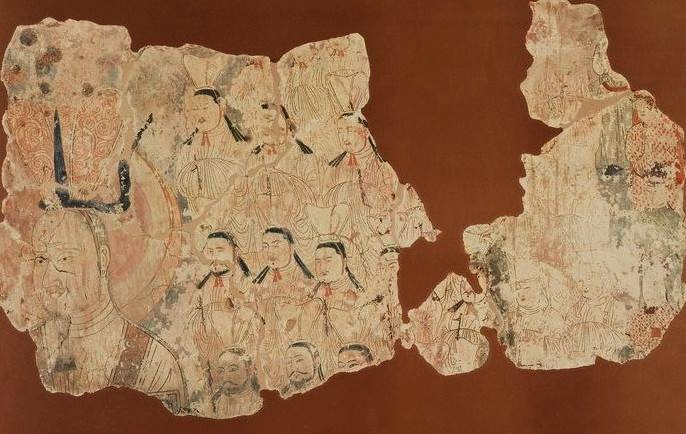
Le fragment d’une peinture murale manichéenne «MIK III 6918»